# Török-Zselenszky Tamás
Török-Zselenszky Tamás (Budapest, 1974. október 4. –) magyar zenész, író, költő, ismertségét az Eleven Holddal elért sikereinek köszönheti.

## Életrajz
Budapesten született, de Szabadegyházán és Székesfehérváron nőtt fel. Tizenévesen kezdett zenét szerezni, első saját zenekarát 1991-ben hozta létre. Az igazi áttörést az Eleven Hold nevű formációval ért el, 2000-ben megjelenő első, azonos című albumuk az EMI kiadó gondozásában jelent meg. Három nagy sikerű lemez után azonban, 2007-ben kitették a zenekarból, azóta többnyire egyedül lép fel (2008-tól a budapesti Hunnia Art Bisztró hivatalos előadóművésze). Működése során más előadóknak is írt szövegeket, szerzett zenéket, de könyvei is jelentek meg.

### Együttesei
- Road Roller (1991–1993): hardcore metal
- Hetes Körzet (1995–1998, azóta szünetel): grunge rock
- Nothing But The Pure Human (NBP Human) (1997–1999): grunge rock
- Eleven Hold (2000–2007): „irish-pop-grunge”
- Wakended (virtuális zenekar, Tamás magánprodukciója): grunge rock
- The Passage (2006–2007): pop (szerző, vendégelőadó)
- Sol & The Masturbation-Spaceship (2004–): grunge rock
- Zselenszky (2007–): grunge rock
- Hetedig Ég (2014–): Eleven Hold Tribute Band

## Diszkográfia

### Eleven Hold
- Eleven Hold (2000)
- „Leszálltunk, hogy felférj!” (2002)
- Cserélnénk magunkkal (2005)
- Az a néhány tegnapi perc (2000, kislemez)
- Sehol (2000, kislemez)
- Három percig (2002, kislemez)
- A párna mélyén (2004, kislemez)
- Fél százalék (2005, kislemez)

### Zselenszky
- Melanchometer (2008)
- Antibeautycum (2010, DVD)
- Konstans (2013)

## Videóklipek

### Eleven Hold
- Az a néhány tegnapi perc (2000)
- Hiábavaló (2000)
- Sehol (2001)
- Három percig (2002)
- Fekete Anemona (2003)
- A Ring For My Dear-Crow (2003)
- A párna mélyén (2004)
- No meg a bor (2004)
- Ha így állunk, arra (2005)
- Fél százalék (2005)
- Törvénymentes hét (2006)

### Zselenszky
- Tűzzsonglőr (2008)
- Ha a szirmunk hull (2010)
- Igazi égi (2010)
- Míg a fodrozódás ér (2010)
- Ceruzacsonkok (2010)
- Szabad Európa? (2010)
- Elviszlek vázon (kisfilm) (2010)
- Fülkés másodosztály (2012)

## Könyvek
- Szívrák (2007, Vörösmarty Társaság)
- Dobogó Könyv (2016)
- Levegőnél könnyebb kőzetek (2017)
- Méhdi levelei Smirnához (2017)
- Tell el-Mutesellim kertjében (2019)
- Fehér kör (2020)

## Filmszerepek
- Autokrácia (2012)